# Krzyżopierś trójstępkowa
Krzyżopierś trójstępkowa, żółw ostropyski (Staurotypus triporcatus) – gatunek żółwia skrytoszyjnyego z podrodziny Staurotypinae w rodzinie mułowcowatych (Kinosternidae).

## Morfologia
Jest to największy przedstawiciel rodziny mułowcowatych. Długość karapaksu wynosi: do 37,8 cm u samców i do 40,2 cm u samic.

## Zasięg występowania
Krzyżopierś trójstępkowa występuje w Meksyku (Campeche, Chiapas, Oaxaca, Quintana Roo, Tabasco, Tamaulipas i Veracruz), Belize, Gwatemali i Hondurasie.

## Ochrona
Gatunek ten od 2023 roku jest objęty załącznikiem II konwencji waszyngtońskiej (CITES) i aneksem B UE.